# AEC Armoured Car
AEC Armoured Car (бронеавтомобіль компанії AEC) — серія британських важких бронеавтомобілів періоду Другої світової війни. Випускалися фірмою Associated Equipment Company (AEC) на доопрацьованій шасі власного артилерійського тягача «Матадор». З 1941 по 1943 рік було випущено 629 бронеавтомобілів різних модифікацій, які активно використовувалися британськими військами та військами країн Співдружності у Другій світовій війні.
AEC було створено за досвідом боротьби проти італійських броньованих машин у кампанії в Лівійській пустелі. Британські бронеавтомобілі були озброєні лише легкими та важкими кулеметами, тому армія встановлювала трофейні італійські та німецькі 20-міліметрові або потужніші автоматичні гармати, щоб мати достатню вогневу міць при зустрічі з розвідувальними машинами противника. На той час британці розробляли бронеавтомобіль Daimler Armoured Car з 40-мм 2-фунтовою гарматою, яка використовувалася на британських танках, але бронемашин із бронею та озброєнням, подібних до танка, не планувалося створювати. Компанія AEC приватно розробила автомобіль на основі своєї вантажівки, який мав би броню, еквівалентну тогочасному крейсерському танку.
Бронеавтомобілі AEC залишалися на озброєнні Великої Британії й у післявоєнні роки, до заміни бронеавтомобілем «Саладін» наприкінці 1950-х років. Після війни AEC також поставлялися до інших країн, зокрема до Лівану, на озброєнні якого вони перебували щонайменше до 1977 року.

## Дизайн і розробка
Компанія Associated Equipment Company (AEC) з Саутолла була виробником шасі вантажівок і автобусів, а її артилерійський тягач Matador використовувався для буксирування середньої польової артилерії та важких зенітних гармат. Броньований автомобіль на базі артилерійського шасі Matador спочатку був розроблений як приватна ініціатива підприємства, макет був показаний офіційним особам у 1941 році на параді Кінної гвардії в Лондоні, де він справив добре враження на Вінстона Черчилля. Було укладено початковий контракт на 120 одиниць.
AEC намагалась побудувати бронемашину з вогневою потужністю та захистом, порівнюваними з тогочасними британськими крейсерськими танками. Перша версія використовувала башту піхотного танка Valentine Mk II з 2-фунтовою гарматою. Наступні версії отримали 6-фунтову або 75-мм гармату в башті спеціальної конструкції. Машина також мала один кулемет Besa, 2-дюймовий (51 мм)димовий гранатомет і радіостанцію № 19. Машини Mark I мали кулемет Bren для захисту від авіації, пізніше машини отримали кріплення Parrish-Lakeman Mounting (PLM) для установки одного або двох кулеметів Vickers K. Башта мала електропривід з можливістю ручного наведення.
Водій був забезпечений двома перископами для огляду в закритому стані.
Двигун був встановлений під кутом вниз, зменшуючи кут на передавальних валах і висоту задньої частини корпусу. У звичайному режимі руху по дорозі, використовувався передній привід коліс.

## Історія використання
Mk I вперше був використаний в боях у Північноафриканській кампанії наприкінці 1942 року, де, як повідомляється, кілька машин були оснащені баштою танка Crusader із 6-фунтовою гарматою. Mk II і Mk III брали участь в боях у Європі у підрозділах британської та британської індійської армії, часто разом із бронеавтомобілем Staghound, що постачався з США.
Бронеавтомобіль AEC з 75-мм гарматою замінив американські напівгусеничні 75-мм самохідки в чотирьох бойових ескадрильях деяких полків бронеавтомобілів.
Машина залишалася на озброєнні після закінчення війни, поки не була замінена Alvis Saladin. Ліванська армія використовувала цю машину принаймні до 1976 року. Крім того, для Лівану з 1956 року деякі башти AEC були додані до броньованих машин Staghound.

## Варіанти

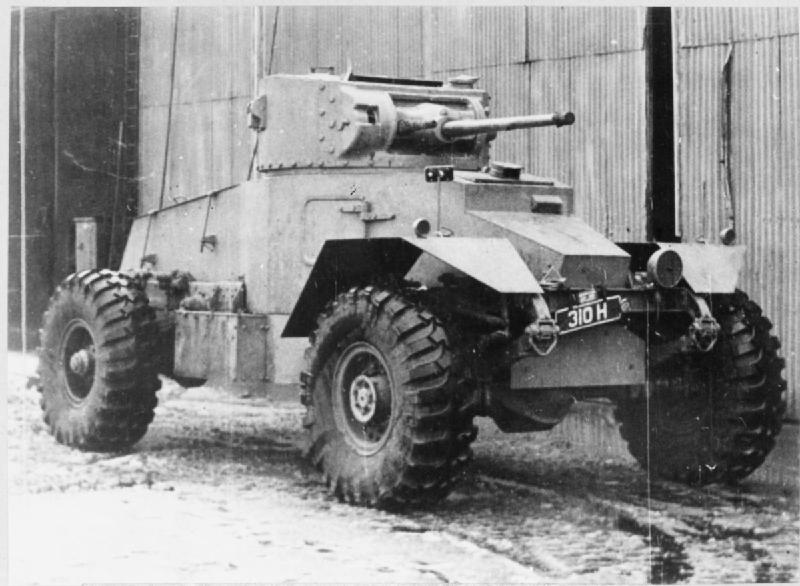
Бронеавтомобіль AEC Mk I.

- Мк І: оригінальна версія з баштою танка Valentine, побудовано 129 одиниць. Деякі на Близькому Сході мали 6-фунтові гармати.

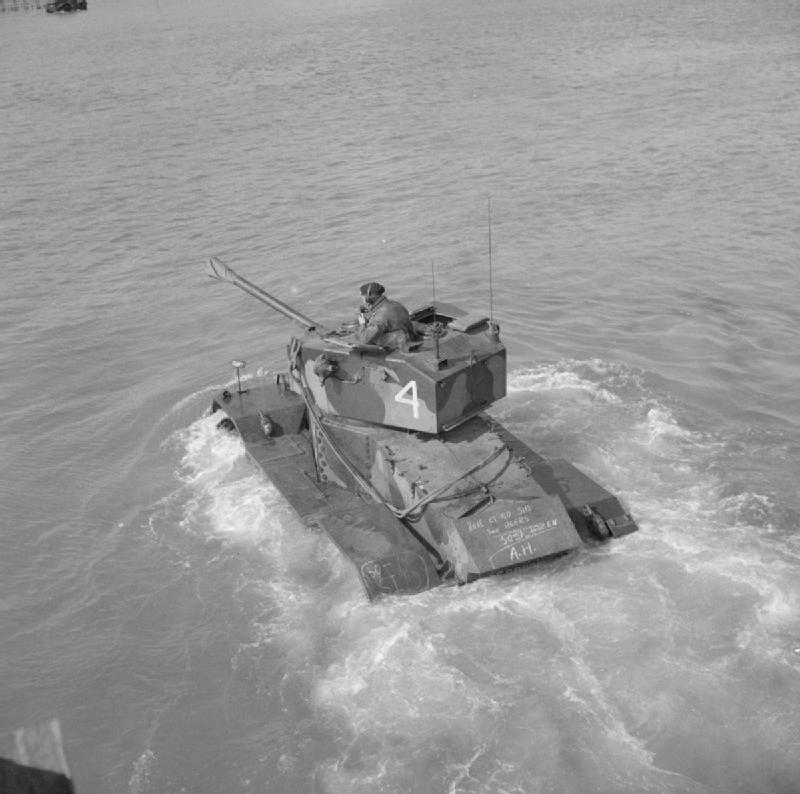
Бронеавтомобіль AEC Mk II

- Mk II: більша башта для трьох осіб екіпажу з 6-фунтовою гарматою, переробленим переднім корпусом, дизельним двигуном 158 к.с. (118 кВт).
- Mk III: «броньована машина близької підтримки», Mk II з 75-мм гарматою QF 75 mm.
- АА: Башта, подібна до башти зенітного танка Crusader зі здвоєною 20-мм гарматою Oerlikon, здатною вести вогонь на великих кутах піднесення і вражати літаки противника. Прототип був побудований в 1944 році, але не надійшов у виробництво через перевагу союзників у повітрі в Північній Європі.